# Saint-Ursanne
Saint-Ursanne (toponimo francese; in tedesco Sankt Ursitz, desueto) è una frazione di 689 abitanti del comune svizzero di Clos du Doubs, nel Canton Giura (distretto di Porrentruy). Appartiene all'associazione I borghi più belli della Svizzera e fa parte dell'Inventario degli insediamenti svizzeri da proteggere.

## Origini del nome
Prende il nome da sant'Ursicino che vi fondò la chiesa monastica nucleo primitivo del futuro monastero.

## Storia

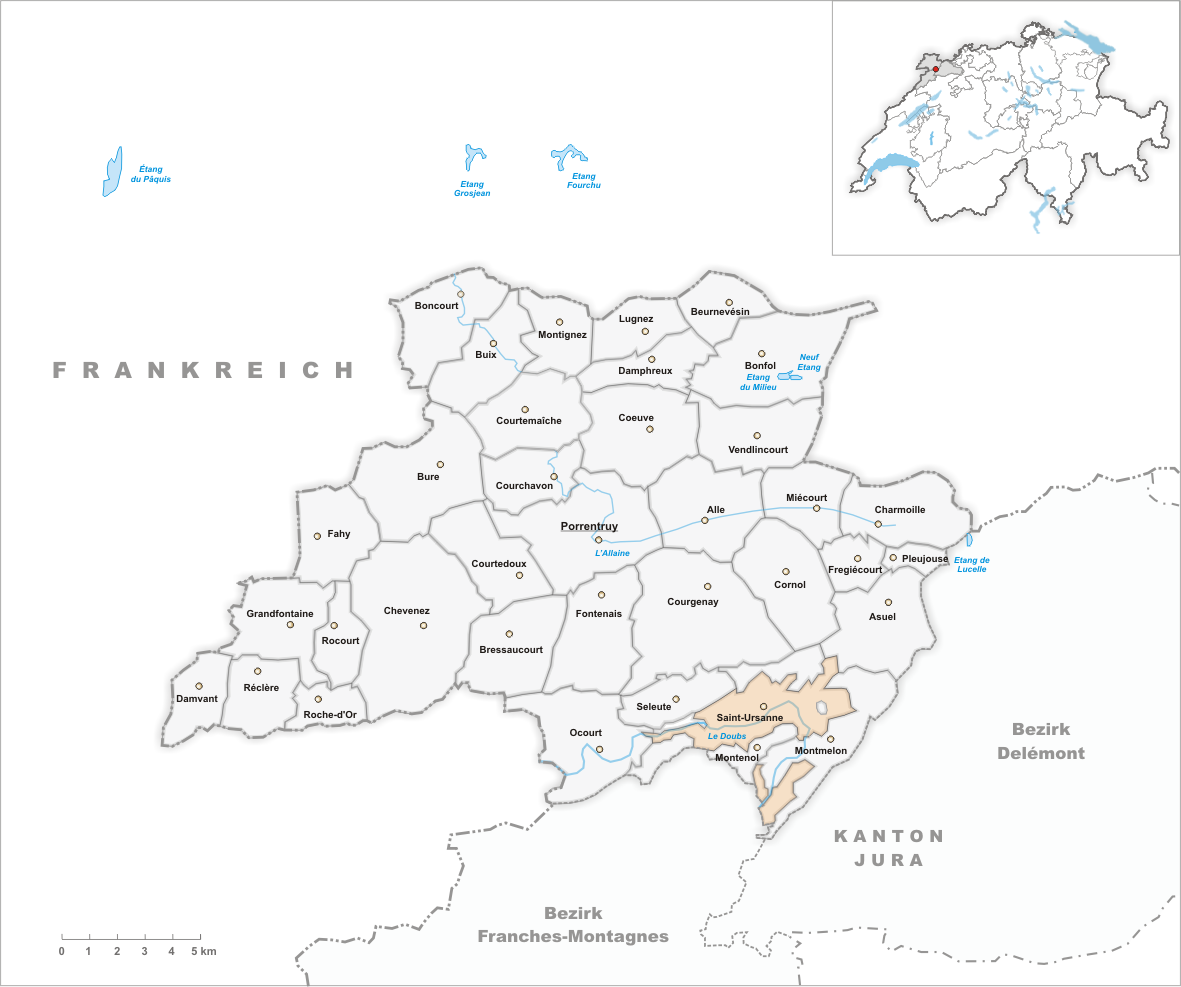
Il territorio del comune di Saint-Ursanne prima degli accorpamenti comunali del 2009

Già comune autonomo che si estendeva per 11,46 km²; il 1º gennaio 2009 è stato accorpato agli altri comuni soppressi di Epauvillers, Epiquerez, Montenol, Montmelon, Ocourt e Seleute per formare il nuovo comune di Clos du Doubs, del quale Saint-Ursanne è il capoluogo.

## Monumenti e luoghi d'interesse

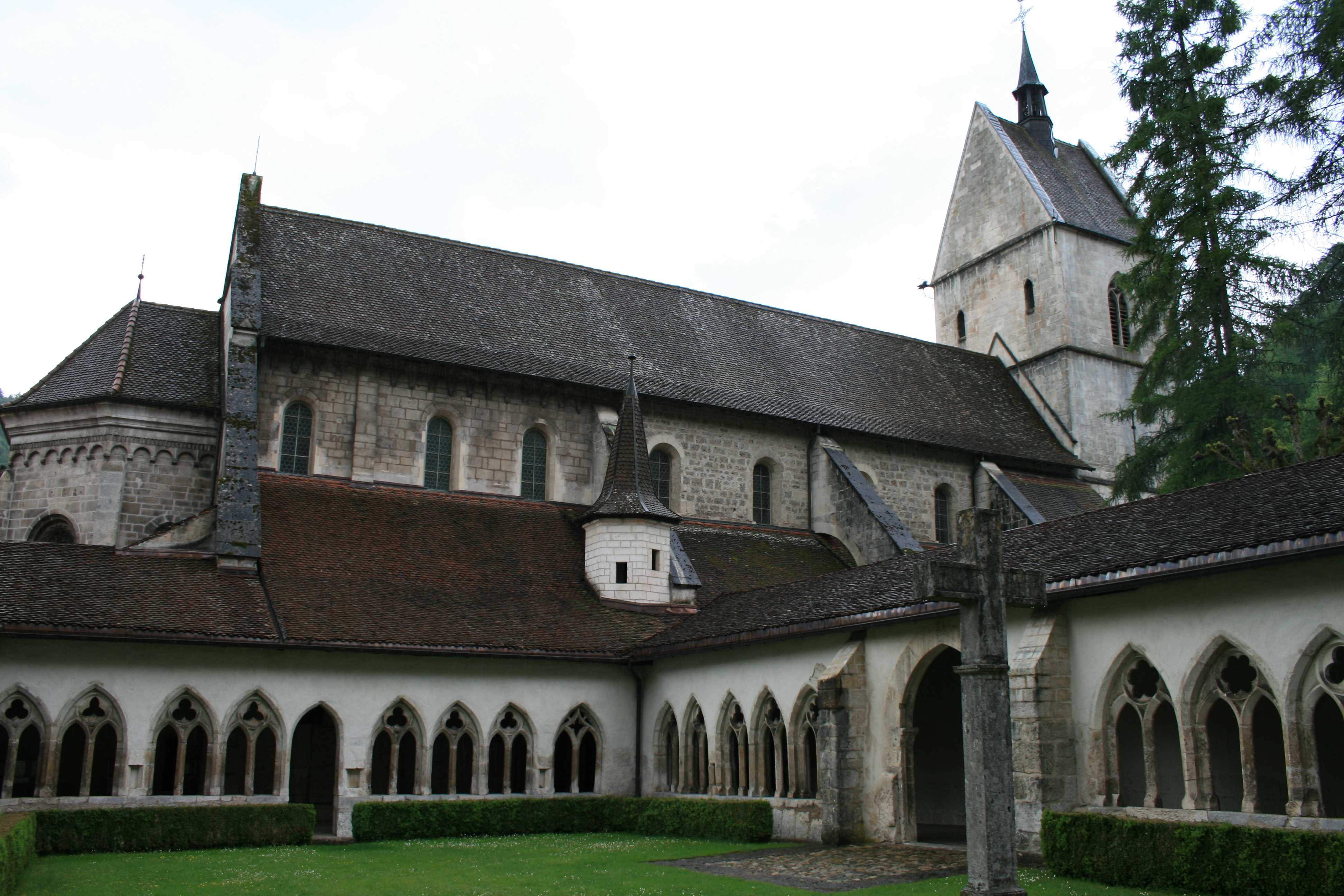
L'abbazia di Sant'Ursicino

- Abbazia di Sant'Ursicino, fondata nel VII secolo e ricostruita nel XII-XV secolo[1][2];
- Borgo medievale cinto da mura[1].

## Società

### Evoluzione demografica
L'evoluzione demografica è riportata nella seguente tabella:
Abitanti censiti

## Economia
Vi si tiene una festa medievale.

## Infrastrutture e trasporti

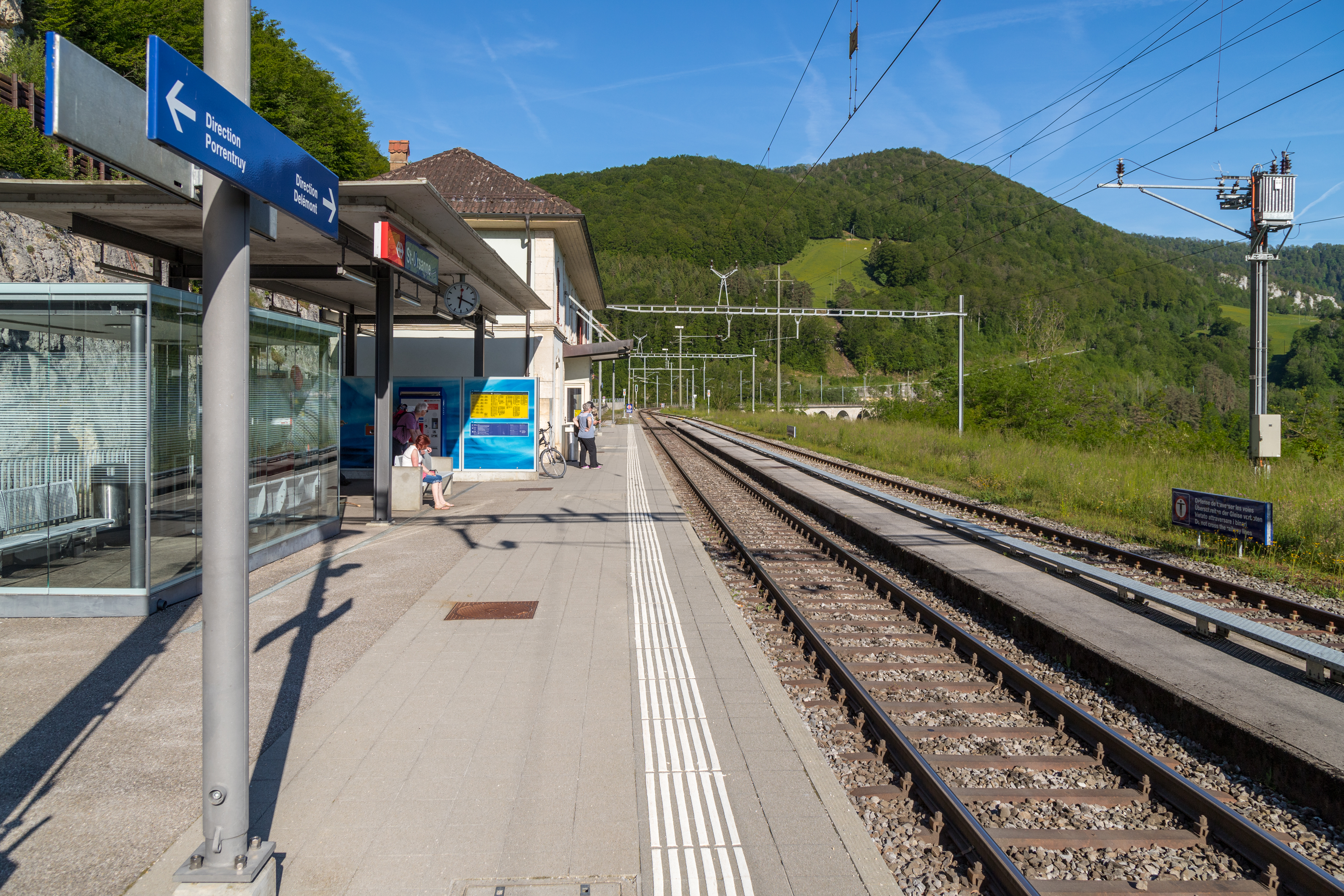
La stazione di Saint-Ursanne

Saint-Ursanne è servita dall'omonima stazione sulla ferrovia Delémont-Delle.